# باسيل برات
باسيل برات (بالإنجليزية: Basil Pratt)‏ هو راكب الكنو بريطاني، ولد في 26 يونيو 1938.

## وصلات خارجية
- باسيل برات على موقع أوليمبيديا (الإنجليزية)